# Kobyschtscha
Kobyschtscha (ukrainisch Кобижча; russisch Кобыжча) ist ein Dorf in der ukrainischen Oblast Tschernihiw mit etwa 3900 Einwohnern (01.01.2025).

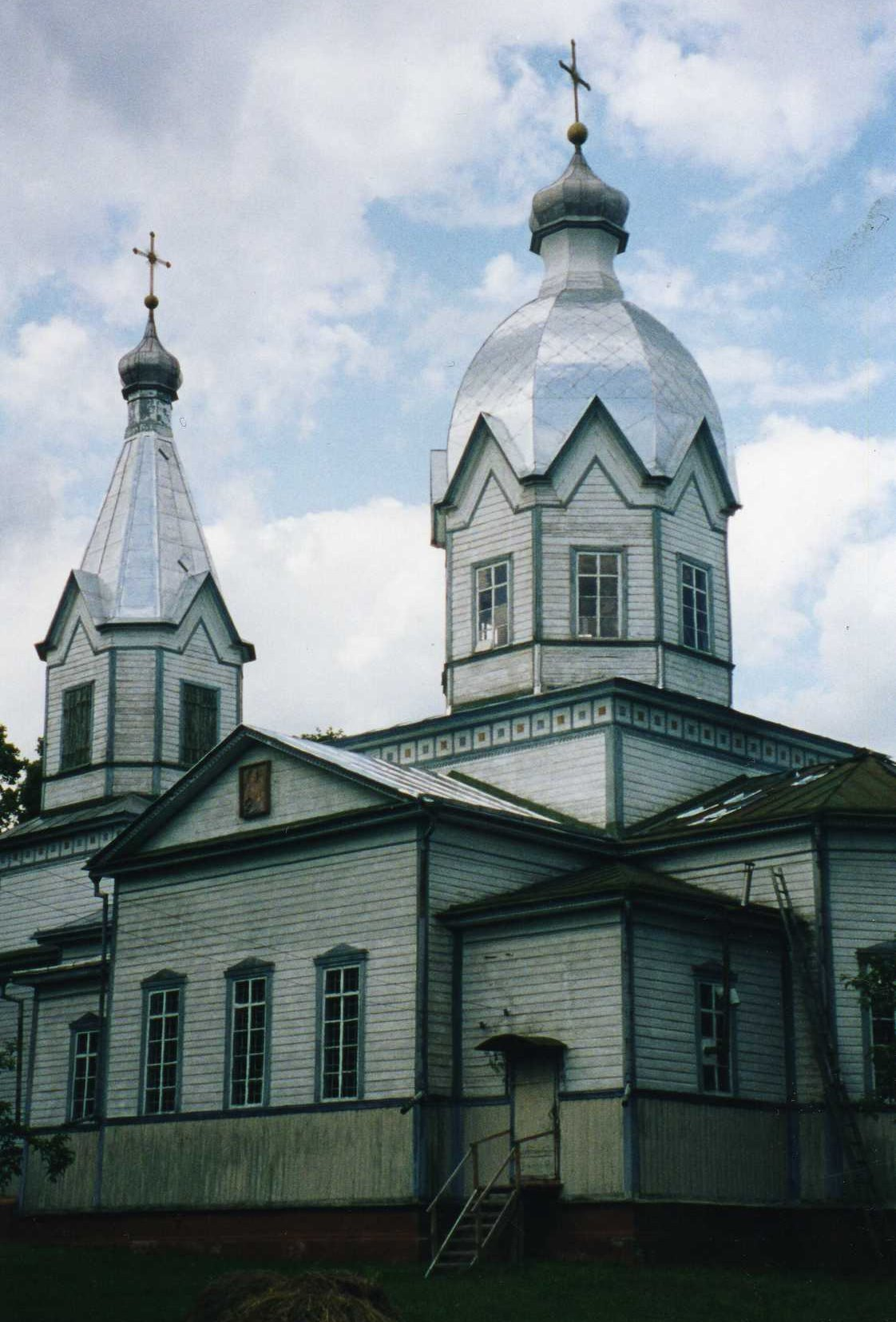
Kirche im Dorf

Das um 1100 gegründete Dorf ist eines der größten Dörfer der Ukraine. Es erstreckt sich über eine Länge von 8 Kilometern entlang des alten Flussbettes des Flusses Kobyschtscha und besitzt zwei Bahnhöfe an der Bahnstrecke Kiew–Nischyn.
Kobyschtscha befindet sich 12 km nordöstlich des ehemaligen Rajonzentrums Bobrowyzja, durch das Dorf verläuft die Territorialstraße T–25–26.
Am 19. Mai 2017 wurde das Dorf ein Teil der neugegründeten Stadtgemeinde Bobrowyzja, bis dahin bildete es die gleichnamige Landratsgemeinde Kobyschtscha (Кобижчанська сільська рада/Kobyschtschanska silska rada) im Norden des Rajons Bobrowyzja.
Am 17. Juli 2020 kam es im Zuge einer großen Rajonsreform zum Anschluss des Rajonsgebietes an den Rajon Nischyn.